# 宮澤ミシェル・サッカー倶楽部
『宮澤ミシェル・サッカー倶楽部』（みやざわミシェル・サッカーくらぶ）とは、日本の一部のAM放送局で放送されているサッカーを題材としたラジオ番組である。かしわプロダクション制作。

## 概要
元サッカー選手、現サッカー解説者の宮澤ミシェルがアシスタントの加藤未央とともにサッカーにまつわる情報を軽快な喋りで届ける。以前は元サッカー選手の高倉麻子や川上直子がアシスタントをしていた。

## ネット局
2020年1月現在。放送時間の早い順から記載。
| 放送対象地域 | 放送局名        | 放送時間                                                                      | 備考       |
| ------------ | --------------- | ----------------------------------------------------------------------------- | ---------- |
| 新潟県       | 新潟放送（BSN） | 毎週日曜 16:00 - 16:30                                                        |            |
| 秋田県       | 秋田放送（ABS） | 毎週日曜 16:30 - 16:50                                                        |            |
| 高知県       | 高知放送（RKC） | 毎週月曜 18:30 - 19:00（ナイター期） 毎週木曜 18:20 - 18:45（ナイターオフ期） | [ 注釈 1 ] |
| 山梨県       | 山梨放送（YBS） | 毎週月曜 20:00 - 20:30                                                        |            |
| 岡山県       | 山陽放送（RSK） | 毎週土曜 7:45 - 8:00                                                          | [ 注釈 2 ] |

過去
- IBC岩手放送
- 東北放送（2006年9月24日終了）
- 信越放送
- 静岡放送
- 北日本放送
- 北陸放送
- 福井放送
- 岐阜放送
- ラジオ関西（2019年8月7日 - 2020年6月）
- 山口放送
- 西日本放送
- 長崎放送
- 熊本放送